# Obervogteiamt Hettingen
Das Obervogteiamt Hettingen war ein Verwaltungsbezirk im Süden des heutigen deutschen Bundeslandes Baden-Württemberg, der unter wechselnden Herrschaften bis 1814 bestand.

## Geschichte
Ende des 18. Jahrhunderts umfasste die reichsritterschaftliche, zum Kanton Donau steuernde Herrschaft Hettingen des Freiherrn von Speth nur noch das Städtchen Hettingen und das Dorf Hermentingen. Anfang Dezember 1805 nahm Württemberg das Rittergut in Besitz, musste es aber im September des folgenden Jahres wieder räumen, weil Artikel 23 der Rheinbundakte die Herrschaft dem Fürstentum Hohenzollern-Sigmaringen zuteilte. Da den Speth ihre Rechte als Grund- und Zehntherren belassen wurden, bestand das Spethsche Obervogteiamt Hettingen weiter, nunmehr als Patrimonialamt unter der Landeshoheit Hohenzollern-Sigmaringens. 1814 wurde das Amt aufgehoben und ins Obervogteiamt Gammertingen eingegliedert.